# Ребекка Стед
Ребекка Стед (англ. Rebecca Stead; нар. 16 січня 1968 року) — американська письменниця, авторка художньої літератури для дітей та підлітків. 2010 року здобула Американську медаль Ньюбері, найстарішу нагороду в галузі дитячої літератури, за свій другий роман «Коли ти до мене дотягнешся».
2013 року вона здобула премію Guardian Children's Fiction Prize, яка визнала книжку «Брехун і шпигун» найкращою британською дитячою книжкою року, яку написала письменниця, яка раніше не здобувала цієї премії.

## Життя
Стед народилася та виросла в Нью-Йорку, насолоджувалася шкільними роками та з ніжністю згадує, як читала книжки на підвіконні або під столом.
Навчалася у Вассар-коледжі та здобула ступінь бакалавра 1989 року.
Ребекка Стед одружена з адвокатом Шоном О'Браєном і має двох синів. Вона та її родина живуть у Верхньому Вест-Сайді Мангеттена.

## Кар'єра
Ребекка Стед любила писати в дитинстві, але пізніше відчула, що це «непрактично», і натомість стала юристом. Після багатьох років роботи державним захисником вона повернулася до письменництва після народження двох дітей. Вона вважає, що саме син надихнув її на написання дитячого роману, але не так, як можна було б очікувати. Роками вона збирала ідеї для історій та оповідань на ноутбуці, який одного разу дитина зіштовхнула зі столу, зруйнувавши те, що вона вважала своїм серйозним письмом. Щоб підняти настрій, вона знову почала з чогось легковажного — свого дебютного роману «Перше світло», який вийшов 2007 року у видавництві Wendy Lamb Books, що належить Random House.

## Критичні відгуки
В огляді на її другу книжку «Коли ти до мене дотягнешся» (2009) видання Publishers Weekly відзначає майстерність Стед «надавати значення кожній деталі», створюючи правдоподібний фінал з цих розрізнених і малоймовірних сюжетних ліній. Видання New York Times Book Review назвало його «напруженим романом, кожне слово, кожне речення якого має сенс і зміст».
2010 року Стед відзначили медаллю Ньюбері від Асоціації бібліотечного обслуговування дітей за роман «Коли ти до мене дотягнешся». За словами голови, «кожна сцена, кожен нюанс, кожне слово життєво важливі як для розвитку персонажів, так і для розвитку таємниці, яка справді зацікавить читачів і задовольнить їх».
2012 року роман «Коли ти до мене дотягнешся» посів 11 місце серед найкращих дитячих романів усіх часів за результатами опитування, опублікованого School Library Journal, щомісячника, орієнтованого переважно на американську аудиторію. Це був єдиний твір 21 століття серед 28 найкращих.
Стед здобула Премію Guardian за дитячу художню літературу 2013 року за книжку «Брехун і шпигун», яка вийшла у Великій Британії у видавництві Andersen Press. Стед стала першою письменницею-переможницею зі США — або з будь-якої країни за межами Британської Співдружності. До 2012 року право на участь у конкурсі поширювалося на всі книжки, що вийшли або спів видали у Великій Британії (письменників, які ще не вигравали цю премію).
Роман «Прощавай, незнайомцю» вийшов у видавництві Wendy Lamb у серпні 2015 року. У рецензії (це третій з романів Стед) з відзнакою Kirkus Reviews зазначалося, що «головні герої приміряють свої нові, змінні життя, поєднуючи обережність і безрозсудність. Стед майстерно передає те, як швидко й повністю все ускладнюється навіть для цілком звичайних дітей на порозі дорослішання… Вона вміє схопити моменти, від яких перевертається шлунок — через хибний крок чи несподівану зраду — і перетворює ці події з витонченістю, гумором і вишуканістю на можливості для доброти й спокути».

## Твори
- Перше світло (Wendy Lamb Books, 2007)
- Коли ти до мене дотягнешся (Wendy Lamb, 2009)
- Брехун і шпигун (Wendy Lamb, 2012)
- Прощавай, незнайомцю (Wendy Lamb, 2015)
- Список речей, які не зміняться (Wendy Lamb, 2020)

## Переклади українською
2025 року у «Видавництві Старого Лева» вийшов український переклад дитячої повісті «Втрачена бібліотека», співавторками якої є Ребекка Стед та Венді Масс. Перекладачка — Тетяна Добрянська, ілюстраторка — Мар'яна Петрів.